# Zátopek (film)
Zátopek je český sportovní film režiséra Davida Ondříčka z roku 2021 o Emilu Zátopkovi a jeho ženě Daně Zátopkové. V hlavních rolích manželů-olympioniků účinkovali Martha Issová a Václav Neužil. Česká filmová a televizní akademie film v říjnu 2021 nominovala jako českého kandidáta na Oscara za nejlepší cizojazyčný film.

## Příběh
Příběh snímku Zátopek se odehrává ve dvou časových rovinách. Na počátku sledujeme Emila Zátopka v roce 1968, kdy k němu na pozvání přijíždí australský běžec a Zátopkův chráněnec Ron Clarke. Zátopek byl pozván jako čestný host na olympiádu v Mexiku, v soukromí však žije spíše volným životem, běhá jen občasně, setkává se s přáteli a ke komunistickému režimu si udržije velmi rezervovaný a kritický vztah. V téže době jej opustila také jeho žena Dana. V retrospektivách se vracíme do jeho počátků v běhu, který začal spíše náhodou v průběhu práce v Baťových závodech ve Zlíně. Postupně sledujeme jeho pokračující úspěchy a posledlost běháním, seznámení s jeho nastávající ženou Danou Ingrovou (později Zátopkovou), ale také vstup do komunistické strany a jeho politickou naivitu a poklonkování režimu. Postupně se vyostřuje stále komplikovanější vztah mezi jeho politickými chráněnci a Zátopkem, který si uvědomuje, že se stal vývozním artiklem režimu. Situace s režimem i v osobním vztahu s manželkou Danou se vyostřuje na letních olympijských hrách v Helsinkách v roce 1952.

## Obsazení
| Václav Neužil     | Emil Zátopek        |
| Martha Issová     | Dana Zátopková      |
| James Frecheville | Ron Clarke          |
| Robert Mikluš     | Josef Dostál        |
| Jiří Šimek        | Stanislav Jungwirth |
| Jiří Rendl        | Jan Haluza          |

## Výroba
Původní scénář napsal Ondříček s Janem P. Muchowem, dostali se ale do slepé uličky a vznik filmu byl odložen. Pak oslovili Alici Nellis, která scénář přepracovala, projekt poté získal 15milionovou podporu od Státního fondu kinematografie a práce na filmu byla obnovena.
Samotné natáčení bylo zahájeno v dubnu 2019. Bylo plánováno natáčení mj. na olympijském stadionu v Helsinkách.
Snímek se stal jedním z nejdražších projektů české kinematografie, mimo jiné kvůli dobovým kostýmům a sportovnímu náčiní a také vytváření dávno změněných sportovních areálů. Při výrobě filmu bylo použito přibližně 750 kostýmů. 350 z nich pocházelo z filmových ateliérů Barrandov, zbylých 400 bylo vytvořeno speciálně pro film. Tretry, ve kterých běhal filmový Zátopek, jsou věrnou kopií původních Zátopkových treter.

## Uvedení filmu
Před koncem června 2021 byl představen první trailer k filmu. Snímek měl původně ohlášenou premiéru na MFF v Karlových Varech v červnu 2020, ale kvůli koronavirové pandemii bylo uvedení odloženo na konec srpna 2021. Světovou premiéru měl 20. srpna 2021 jako zahajovací film MFF v Karlových Varech.

## Přijetí
Recenzenti po uvedení filmu zdůrazňovali především jeho "americký styl", který spočívá ve způsobu vyprávění, precizní výpravě a důrazu na řemeslnou stránku. Někteří kritici ocenili moravské nářečí, které je slyšet zejména v promluvách Emila a Dany Zátopkových (např. scéna svatby, která se odehrává v Uherském Hradišti). Marcel Kabát v Lidových novinách zmiňuje, že je ve filmu Emil Zátopek představen jako "zanícený sportovec, oddaný manžel, neochotný účastník propagandistických politických úliteb, příležitostný hrdina, ale především jako lidský svéráz, který postupem času (a nikoliv bezbolestně) vyzrává v osobnost."
Snímek získal na cenách České filmové kritiky cenu za nejlepší mužský herecký výkon pro Václava Neužila, a dominoval na předávání cen Český lev 2021, kde snímek získal cenu za nejlepší film, režii, kameru, střih, zvuk, scénografii, masky a opět nejlepšího herce v hlavní roli.

## Související díla
Česká televize uvedla 5. srpna 2016 (v době kolem Olympijských her v Riu) Ondříčkův dokumentární film Zátopek o délce 52 minut.